# Campeonato Mundial de Natação em Piscina Curta de 2010 - 100 m peito masculino
A prova dos 100 metros nado peito masculino do Campeonato Mundial de Natação em Piscina Curta de 2010 foi disputado entre 15 e 16 de dezembro em Dubai nos Emirados Árabes Unidos.

## Recordes
Antes desta competição, os recordes mundiais e do campeonato nesta prova eram os seguintes:
|    | Nome                  | Nacionalidade | Tempo (segundo) | Local      | Data                   |
| -- | --------------------- | ------------- | --------------- | ---------- | ---------------------- |
| WR | Cameron van der Burgh | África do Sul | 55.61           | Berlim     | 15 de novembro de 2009 |
| CR | Igor Borysik          | Ucrânia       | 57.74           | Manchester | 10 de abril de 2008    |

## Medalhistas
| Ouro                        | Prata                | Bronze                    |
| Cameron van der Burgh (RSA) | Fabio Scozzoli (ITA) | Felipe França Silva (BRA) |

## Resultados

### Eliminatórias
As eliminatórias ocorreram dia 15 de dezembro. Dezesseis nadadores num total de 85 se classificaram  para a semifinal. 
| Colocação | Bateria | Raia | Nome                               | Tempo   | Notas |
| --------- | ------- | ---- | ---------------------------------- | ------- | ----- |
| 1         | 11      | 5    | Fabio Scozzoli (ITA)               | 57.60   | Q, CR |
| 2         | 11      | 6    | Vladislav Polyakov (KAZ)           | 57.80   | Q     |
| 3         | 9       | 2    | Mihail Alexandrov (USA)            | 58.06   | Q     |
| 4         | 10      | 2    | Mark Gangloff (USA)                | 58.21   | Q     |
| 5         | 10      | 4    | Dániel Gyurta (HUN)                | 58.31   | Q     |
| 6         | 9       | 8    | Hugues Duboscq (FRA)               | 58.42   | Q     |
| 7         | 11      | 7    | Naoya Tomita (JPN)                 | 58.43   | Q     |
| 8         | 10      | 3    | Stanislav Lakhtyukhov (RUS)        | 58.56   | Q     |
| 9         | 9       | 4    | Felipe França Silva (BRA)          | 58.67   | Q     |
| 10        | 10      | 8    | Brenton Rickard (AUS)              | 58.68   | Q     |
| 11        | 10      | 6    | Cameron van der Burgh (RSA)        | 58.69   | Q     |
| 12        | 9       | 7    | Christian Sprenger (AUS)           | 58.79   | Q     |
| 12        | 9       | 1    | Lennart Stekelenburg (NED)         | 58.79   | Q     |
| 14        | 7       | 4    | Paul Kornfeld (CAN)                | 58.90   | Q     |
| 15        | 7       | 3    | Wang Shuai (CHN)                   | 58.95   | Q     |
| 15        | 8       | 3    | Giedrius Titenis (LTU)             | 58.95   | Q     |
| 17        | 11      | 2    | Hendrik Feldwehr (GER)             | 58.97   |       |
| 18        | 11      | 1    | Marco Koch (GER)                   | 59.02   |       |
| 19        | 10      | 7    | Igor Borysik (UKR)                 | 59.04   |       |
| 20        | 11      | 3    | Martti Aljand (EST)                | 59.05   |       |
| 21        | 10      | 5    | Damir Dugonjic (SLO)               | 59.19   |       |
| 22        | 11      | 8    | Viatcheslav Sinkevich (RUS)        | 59.24   |       |
| 23        | 7       | 5    | Warren Barnes (CAN)                | 59.42   |       |
| 24        | 9       | 5    | Edoardo Giorgetti (ITA)            | 59.47   |       |
| 25        | 7       | 2    | Jakob Jóhann Sveinsson (ISL)       | 59.80   |       |
| 26        | 8       | 6    | Tomas Klobucnik (SVK)              | 59.86   |       |
| 27        | 8       | 1    | Laurent Carnol (LUX)               | 59.92   |       |
| 27        | 8       | 8    | Jakob Dorch (SWE)                  | 59.92   |       |
| 29        | 6       | 6    | Edgar Crespo (PAN)                 | 1:00.02 |       |
| 30        | 8       | 2    | Slawomir Kuczko (POL)              | 1:00.08 |       |
| 31        | 7       | 7    | Filipp Provorkov (EST)             | 1:00.23 |       |
| 32        | 7       | 6    | William Grant Diering (RSA)        | 1:00.28 |       |
| 33        | 6       | 7    | Jorge Murillo (COL)                | 1:00.32 |       |
| 33        | 10      | 1    | Yevgeniy Ryzhkov (KAZ)             | 1:00.32 |       |
| 35        | 8       | 5    | Viktor Vabishchevich (BLR)         | 1:00.51 |       |
| 36        | 7       | 8    | Nabil Kebbab (ALG)                 | 1:00.70 |       |
| 37        | 4       | 3    | Dmitriy Shvetsov (UZB)             | 1:00.82 |       |
| 38        | 4       | 5    | Daniel Vacval (SVK)                | 1:00.91 |       |
| 38        | 5       | 5    | Tomáš Fucík (CZE)                  | 1:00.91 |       |
| 40        | 6       | 3    | Bradley Ally (BAR)                 | 1:00.93 |       |
| 41        | 8       | 4    | Sverre Naess (NOR)                 | 1:00.94 |       |
| 42        | 8       | 7    | David Olivier Mercado (MEX)        | 1:01.02 |       |
| 43        | 6       | 4    | Sofiane Daid (ALG)                 | 1:01.17 |       |
| 44        | 1       | 2    | Xue Ruipeng (CHN)                  | 1:01.38 |       |
| 45        | 1       | 5    | Daniel Coakley (PHI)               | 1:01.66 |       |
| 46        | 5       | 3    | Martin Melconian (URU)             | 1:01.96 |       |
| 47        | 6       | 5    | Wing Lim Eric Chan (HKG)           | 1:02.00 |       |
| 48        | 5       | 6    | Timothy Ferris (ZIM)               | 1:02.03 |       |
| 49        | 6       | 1    | Dmitrii Aleksandrov (KGZ)          | 1:02.19 |       |
| 50        | 7       | 1    | Malick Fall (SEN)                  | 1:02.30 |       |
| 51        | 5       | 4    | Vorrawuti Aumpiwan (THA)           | 1:02.51 |       |
| 52        | 6       | 2    | Chen Cho-Yi (TPE)                  | 1:03.09 |       |
| 53        | 6       | 8    | Lim Duan Le Kenneth (SIN)          | 1:03.18 |       |
| 54        | 4       | 6    | Mubarak Al Besher (UAE)            | 1:03.23 |       |
| 55        | 5       | 8    | Diego Santander (CHI)              | 1:03.33 |       |
| 56        | 4       | 8    | Andrea Agius (MLT)                 | 1:03.38 |       |
| 57        | 4       | 7    | Leopoldo Andara (VEN)              | 1:03.53 |       |
| 58        | 3       | 6    | Hocine Haciane (AND)               | 1:03.57 |       |
| 59        | 5       | 2    | Juan Alberto Guerra Quiñonez (ESA) | 1:03.93 |       |
| 60        | 5       | 7    | Sergiu Postica (MDA)               | 1:04.28 |       |
| 61        | 3       | 8    | Jourdy Martis (AHO)                | 1:05.12 |       |
| 62        | 3       | 5    | Jehaad Al Henidi (JOR)             | 1:05.14 |       |
| 63        | 3       | 3    | Nazih Mezayek (JOR)                | 1:05.50 |       |
| 64        | 5       | 1    | Arturo Alejandro Montilla (DOM)    | 1:05.66 |       |
| 65        | 4       | 1    | Mohamed Jasim (UAE)                | 1:06.20 |       |
| 66        | 4       | 4    | Wael Koubrousli (LIB)              | 1:06.33 |       |
| 67        | 3       | 4    | Chou Kit (MAC)                     | 1:06.38 |       |
| 68        | 3       | 2    | Maximilian Siedentopf (NAM)        | 1:06.71 |       |
| 69        | 2       | 4    | Daniel Galea (MLT)                 | 1:06.93 |       |
| 70        | 3       | 1    | Erik Rajohnson (MAD)               | 1:07.19 |       |
| 71        | 3       | 7    | Damir Davletbaev (KGZ)             | 1:07.81 |       |
| 72        | 1       | 4    | Ahmed Atari (QAT)                  | 1:08.71 |       |
| 73        | 2       | 3    | Ronaldo Rodrigues (GUY)            | 1:10.02 |       |
| 74        | 2       | 5    | Hemra Nurmuradov (TKM)             | 1:10.23 |       |
| 75        | 2       | 2    | Jurgen Fici (ALB)                  | 1:13.35 |       |
| 76        | 2       | 6    | Shailesh Shumsher Rana (NEP)       | 1:14.09 |       |
| 77        | 1       | 6    | Adama Ouedraogo (BUR)              | 1:14.39 |       |
| 78        | 1       | 3    | Mamadou Fofana (MLI)               | 1:15.04 |       |
| 79        | 2       | 7    | Ron Albert Roucou (SEY)            | 1:17.30 |       |
| 80        | 2       | 1    | Daisuke Ssegwanyi (UGA)            | 1:19.25 |       |
| 81        | 2       | 8    | Adam David Kitururu (TAN)          | 1:21.88 |       |
| -         | 4       | 2    | Mohamed Shahjahan Ali (BAN)        | DNS     |       |
| -         | 11      | 4    | Robin van Aggele (NED)             | DNS     |       |
| -         | 9       | 3    | Caba Siladji (SRB)                 | DSQ     |       |
| -         | 9       | 6    | Henrique Barbosa (BRA)             | DSQ     |       |

### Semifinal
A semifinal  ocorreu dia 15 de dezembro. Oito competidores se classificaram para a final. 
Semifinal 1
| Colocação | Raia | Nome                        | Tempo | Notas       |
| --------- | ---- | --------------------------- | ----- | ----------- |
| 1         | 4    | Vladislav Polyakov (KAZ)    | 58.34 | Q           |
| 2         | 2    | Brenton Rickard (AUS)       | 58.37 | Prova extra |
| 3         | 3    | Hugues Duboscq (FRA)        | 58.46 |             |
| 4         | 5    | Mark Gangloff (USA)         | 58.48 |             |
| 5         | 1    | Paul Kornfeld (CAN)         | 58.58 |             |
| 6         | 6    | Stanislav Lakhtyukhov (RUS) | 58.61 |             |
| 7         | 8    | Giedrius Titenis (LTU)      | 58.72 |             |
| 8         | 7    | Christian Sprenger (AUS)    | 59.21 |             |

Semifinal 2
| Colocação | Raia | Nome                        | Tempo | Notas       |
| --------- | ---- | --------------------------- | ----- | ----------- |
| 1         | 5    | Mihail Alexandrov (USA)     | 57.18 | Q, CR       |
| 2         | 2    | Felipe França Silva (BRA)   | 57.19 | Q           |
| 2         | 7    | Cameron van der Burgh (RSA) | 57.19 | Q           |
| 4         | 4    | Fabio Scozzoli (ITA)        | 57.35 | Q           |
| 5         | 3    | Dániel Gyurta (HUN)         | 57.84 | Q           |
| 6         | 6    | Naoya Tomita (JPN)          | 57.97 | Q           |
| 7         | 8    | Wang Shuai (CHN)            | 58.37 | Prova extra |
| 8         | 1    | Lennart Stekelenburg (NED)  | 58.85 |             |

Semifinal – prova extra
| Colocação | Raia | Nome                  | Tempo | Notas |
| --------- | ---- | --------------------- | ----- | ----- |
| 1         | 4    | Brenton Rickard (AUS) | 58.45 | Q     |
| 2         | 5    | Wang Shuai (CHN)      | 58.71 |       |

### Final
A final teve sua disputa realizada em 16 de dezembro. 
| Colocação         | Raia | Nome                        | Tempo | Notas |
| ----------------- | ---- | --------------------------- | ----- | ----- |
| Medalha de ouro   | 3    | Cameron van der Burgh (RSA) | 56.80 | CR    |
| Medalha de prata  | 6    | Fabio Scozzoli (ITA)        | 57.13 |       |
| Medalha de bronze | 5    | Felipe França Silva (BRA)   | 57.39 |       |
| 4                 | 4    | Mihail Alexandrov (USA)     | 57.42 |       |
| 5                 | 8    | Brenton Rickard (AUS)       | 57.79 |       |
| 6                 | 2    | Dániel Gyurta (HUN)         | 58.16 |       |
| 7                 | 1    | Vladislav Polyakov (KAZ)    | 58.66 |       |
| –                 | 7    | Naoya Tomita (JPN)          | DQ    |       |

Legenda
| Recorde mundial       | Recorde mundial (World record)               |                       | Recorde africano                      | Recorde africano (African) |                                           | Q | Classificado por posição (Qualified) |
| Recorde do campeonato | Recorde do campeonato (Championship record)  | Recorde da América    | Recorde da América (Americas)         | q                          | Classificado por melhor tempo (Qualified) |   |                                      |
| Melhor marca do ano   | Melhor marca do ano (World leading)          | Recorde asiático      | Recorde asiático (Asian)              | DNS                        | Não largou (Did not start)                |   |                                      |
| Recorde nacional      | Recorde nacional (National record)           | Recorde europeu       | Recorde europeu (European)            | DNF                        | Não terminou (Did not finish)             |   |                                      |
| Recorde pessoal       | Recorde pessoal do atleta (Personal best)    | Recorde da Oceania    | Recorde da Oceania (Oceania)          | DSQ / DQ                   | Desclassificado (Disqualified)            |   |                                      |
| Recorde da temporada  | Recorde da temporada do atleta (Season best) | Recorde sul-americano | Recorde sul-americano (South America) | NM                         | Sem marca (No mark)                       |   |                                      |